# 세렌디피티 (영화)
《세렌디피티》(영어: Serendipity)는 2001년에 개봉한 미국의 로맨틱 코미디 영화이다. 두 남녀 주인공이 현실에서는 이루어지기 힘든 우연을 통해 운명적인 재회를 한다는 내용이다. 주 무대는 뉴욕이고 크리스마스 시즌이 배경이며, 아름다운 뉴욕 야경이 돋보이는 영화이다.

## 출연
- 존 큐색 - 조너선 트레이거 역
- 케이트 베킨세일 - 세라 토머스 역
- 몰리 섀넌 - 이브 역
- 브리짓 모이너핸 - 핼리 뷰캐넌 역
- 제러미 피븐 - 딘 캔스키 역
- 존 코빗 - 라스 해먼드 역
- 유진 레비 - 블루밍데일 영업사원 역
- 이브 크로퍼드 - 뷰캐넌 부인 역
- 에번 뉴먼 - 케니 역
- 벅 헨리 - 본인 역 (크레디트 미기재)

## 우리말 녹음
SBS 성우진
- 김영선 - 조너선(존 큐색)
- 오길경 - 세라(케이트 베킨세일)
- 손원일 - 딘(제러미 피븐)
- 소연 - 이브(몰리 섀넌)
- 지미애 - 핼리(브리짓 모이너핸)
- 성완경 - 라스(존 코빗)
- 강구한 - 점원(유진 레비) / 방송 기자(제이미 굿윈)
- 한상혁 - 미뇽(사이먼 주트러스) / 골프장 직원(찰스 A. 가가노) / 백화점 손님(스티븐 브루스)
- 홍승옥 - 핼리의 엄마(이브 크로퍼드)
- 서광재 - 핼리의 아버지(빅터 영) / 방송 카메라맨(존 엘리슨 콘리) / 라스의 친구(크리스토퍼 베이커) / 택시 기사(클라크 미들턴)
- 윤복성 - 케니(에번 뉴먼) / 사무실 직원(리오 피츠패트릭)
- 이상범 - 아이의 아버지(데이비드 스패로) / 택시 기사(아제이 메타)

## 같이 보기
- 세런디피티
- 크리스마스 영화 목록